# Teatro Baralt
El Teatro Baralt es un espacio cultural dedicado a las representaciones teatrales, musicales, de danza y cine, entre otros. Está ubicado en la Avenida 5 con calle 95, diagonal a la Plaza Bolívar en la ciudad de Maracaibo, Venezuela. El primer teatro Baralt que registran los documentos históricos datan del año de 1847. Dicho teatro fue demolido apenas tres años después de estar operando por la mala calidad de los materiales de construcción. El 24 de julio de 1883 se inaugura un segundo teatro el cual también fue destruido en 1928, siendo sustituido por el actual edificio que se inauguró en 1932.

## Historia
De acuerdo a los registros históricos los antecedentes de la creaciòn del teatro Baralt se remonta al año de 1835 en el solar de Don Miguel Antonio Baralt, el actual Teatro Baralt. En ese sitio se fabricó, "un escenario techado de enea, el cual alquilaba a los aficionados y compañías extranjeras que de vez en cuando venían al país. Los asientos tenían que llevarlo los concurrentes y no había cubierta para el público"  Este serìa la primera fundación del teatro Baralt que se dio cuyo nombre se mantuvo hasta nuestro días por su primer fundador.
Para el año de 1889 en la revista "El Zulia Ilustrado" pública la junta o sociedad empresarial del teatro que aspira la construcción de un teatro digno de la clase pudiente de la época conformada por Miguel Baralt, Fredderic Harris, Alexander Boyer, Hutton-Macky y Co, Ochoa y D'Empaire, Manuel Aranguren, el gobernador de aquella época José Escolástico Andrade y Felipe Casanova. Esta primera iniciativa no tiene frutos de inmediato pero siembra la inquietud de la clase pudiente.
En el diario "La Mariposa" en su número 39 del año de 1842 reseña la conformación de una Sociedad Dramàtica de Aficionados que tendrìa como finalidad recolectar los fondos para la construcción del primer teatro Baralt. Pero la falta de trabajo en conjunto creó sospechas y malos entendido obligando a la sociedad de aficionados a donar todo lo recolectado a la junta de beneficencia del Hospital
Su construcción se inicia el 28 de julio de 1877 por el ingeniero Manuel de Obando, bajo las órdenes del general Rafael Parra del Zulia. Luego de seis años es inaugurada la obra el 24 de julio de 1883 con la zarzuela “Choza y Palacio”, para ese momento tenía capacidad para más de 400 personas. Entre los hechos más importantes ocurridos en el Teatro Baralt destaca que este fue el primer escenario donde se vio una película cinematográfica en el país el 11 de julio de 1896 utilizando el sistema Vitascope. También el 28 de enero de 1897, son proyectadas las películas Un célebre especialista sacando muelas en el gran Hotel Europa y Muchachos bañándose en la laguna de Maracaibo.
Luego el general Vicente Pérez Soto ordenó demoler el teatro en 1928, después de cuatro años concluyen la obra ideada por el arquitecto belga León Jerome Höet en el mismo lugar el 19 de diciembre de 1932 ampliando la capacidad a casi 1000 personas. Más tarde en 1955 la Universidad del Zulia se hace con la administración de la institución.
En 1981 es declarado Monumento Nacional de Venezuela, en 1986 se decide intervenir la obra para hacer reparaciones siendo cerrado al público. Es reabierto al público en 1998.
La Fundación Teatro Baralt (FundaBaralt) está integrada por la Universidad del Zulia, el Ejecutivo del Estado Zulia, la Alcaldía de Maracaibo, el Consejo Legislativo del Estado Zulia (CLEZ), el Centro Rafael Urdaneta, Fedecámaras y el Ministerio del Poder Popular para la Cultura.